# Kamran Ghasempour
Kamran Ghorban Ghasempour (in persiano کامران قاسم‌پور‎; Juybar, 1º aprile 1996) è un lottatore iraniano, specializzato nella lotta libera. È stato campione iridato ai mondiali di Oslo 2021 e continentale ai campionati asiatici di Xi'an negli 86 kg e a quelli di Almaty 2021 nei 92 kg.

## Palmarès
| Anno | Manifestazione              | Sede       | Evento | Risultato | Note |
| ---- | --------------------------- | ---------- | ------ | --------- | ---- |
| 2013 | Campionati asiatici cadetti | Ulan Bator | 69 kg  | Oro       |      |
| 2013 | Mondiali cadetti            | Zrenjanin  | 69 kg  | Argento   |      |
| 2018 | Mondiali U23                | Bucarest   | 86 kg  | Oro       |      |
| 2019 | Campionati asiatici         | Xi'an      | 86 kg  | Oro       |      |
| 2019 | Mondiali U23                | Budapest   | 86 kg  | Oro       |      |
| 2021 | Campionati asiatici         | Almaty     | 92 kg  | Oro       |      |
| 2021 | Mondiali                    | Oslo       | 92 kg  | Oro       |      |

## Altre competizioni internazionali
2018
- Oro negli 86 kg nella Coppa Takhti ( Tabriz)
- Oro negli 86 kg al Torneo Internazionale Ucraino ( Kiev)

2019
- Oro negli 86 kg nella Coppa Takhti ( Kermanshah)
- Oro negli 86 kg al Premio G. Kartozia & V. Balavadze Price ( Tbilisi)
- Oro negli 86 kg alla Coppa del Mondo per club ( Bazar-e Bozorg)